# Marazminy
Marazminy – substancje chemiczne wytwarzane przez mikroorganizmy wpływające na wzrost i rozwój roślin wyższych rosnących w pobliżu. Jest to grupa związków zaliczanych do allelopatin.